# Nedostatek
V ekonomii se za nedostatek nebo převis poptávky rozumí stav, ve kterém po produktu nebo službě převyšuje nabídku. Je opakem ekonomického přebytku.

## Definice
Na trhu dokonalé konkurence vzniká převis poptávky ve chvíli, kdy z důvodu vnějších vlivů (vládní regulace nebo neochota obchodníků zvedat ceny) nedosahuje cena statku bodu tržní rovnováhy. Spotřebitelé tedy dále nakupují za nízké ceny, což vede k větší spotřebě než je trh schopen nabídnout. Na trhu potom dochází k vyčerpání množství statku k prodeji – což vede k nedostatku. Obchodníci se potom schylují k netržním metodám prodeje zboží, jako například „kdo první přijde, ten dřív bere“, nebo náhodným výběrem.
V reálném prostředí se termínem „nedostatek“ často označuje situace, kdy spotřebitelé nemohou najít ke koupi zboží za přijatelnou cenu nebo vůbec. To zahrnuje situace dané nenadále zvýšenou poptávkou spotřebitelů, způsobující krátkodobou nerovnováhu v době, než jsou výrobci schopni vyrobit a dodat další zboží na trh.

## Důvody vzniku
- Cenový strop, způsob cenové regulace vydané státem za účelem kontroly výše daného produktu nebo služby
- Zákony proti extrémnímu navyšování cen zboží obchodníky (např. během přírodní katastrofy)
- Vládní zákazy určitých produktů nebo služeb
- Umělá vzácnost
- Rozhodnutí prodejců nezvyšovat ceny z důvodu udržení dobrých vztahů s potenciálními budoucími zákazníky během narušení dodávek

## Dopady
V případě nedostatků způsobených vládou dochází k pozitivním i negativním efektům. Například chudí lidé si mohou dovolit statky, na které by jinak neměli, to ale může ještě více prohlubovat nedostatek. Také zvyšuje transakční náklady a náklady obětované příležitosti.
Dále může způsobovat:
- Černý trh, který obchází cenové restrikce a nabízí statek za značně zvýšené ceny.
- Nestandardní metody uzavírání obchodu, např. stání ve frontách, nepotismus, nebo i násilí.
- Nemožnost spotřebitelů koupit produkt a následné nucené spoření
- Cenová diskriminace

## Příklady
- Přídělové systémy používané v mnoha evropských zemích během obou světových válek
- Během prohibice alkoholu v USA v letech 1920 až 1933, kdy vznikl černý trh s alkoholem kvůli jeho nedostatku a vysoké poptávce
- Během krize dodávek pohonných hmot v USA v sedmdesátých letech
- V bývalém Sovětském svazu během osmdesátých let, kdy byly ceny zboží uměle sníženy na pevně danou cenu, aby si je mohli dovolit všichni, což způsobovalo nedostatek na trhu a dlouhé fronty a čekací listy.
- Od cca roku 2010 ve Venezuele kvůli vládním nařízením, která tvrdě postihla ceny domácích cen produktů. Dochází tam k velkým nedostatkům zboží a obchodníci se musí schylovat k praktikám přidělování zboží na příděl.
- Krátkodobým nedostatkem se dá považovat stav grafických karet v letech 2017 a 2018, kdy extrémní nárůst hodnoty kryptoměn vyvolal enormní zájem o jejich těžení, tedy i nedostatek na trhu.